# Aschaffenburger Höhenweg
Der Aschaffenburger Höhenweg, auch Siebenschneidensteig, ist ein hochalpiner Wanderweg in den Zillertaler Alpen im österreichischen Bundesland Tirol und Teil des Berliner Höhenwegs.

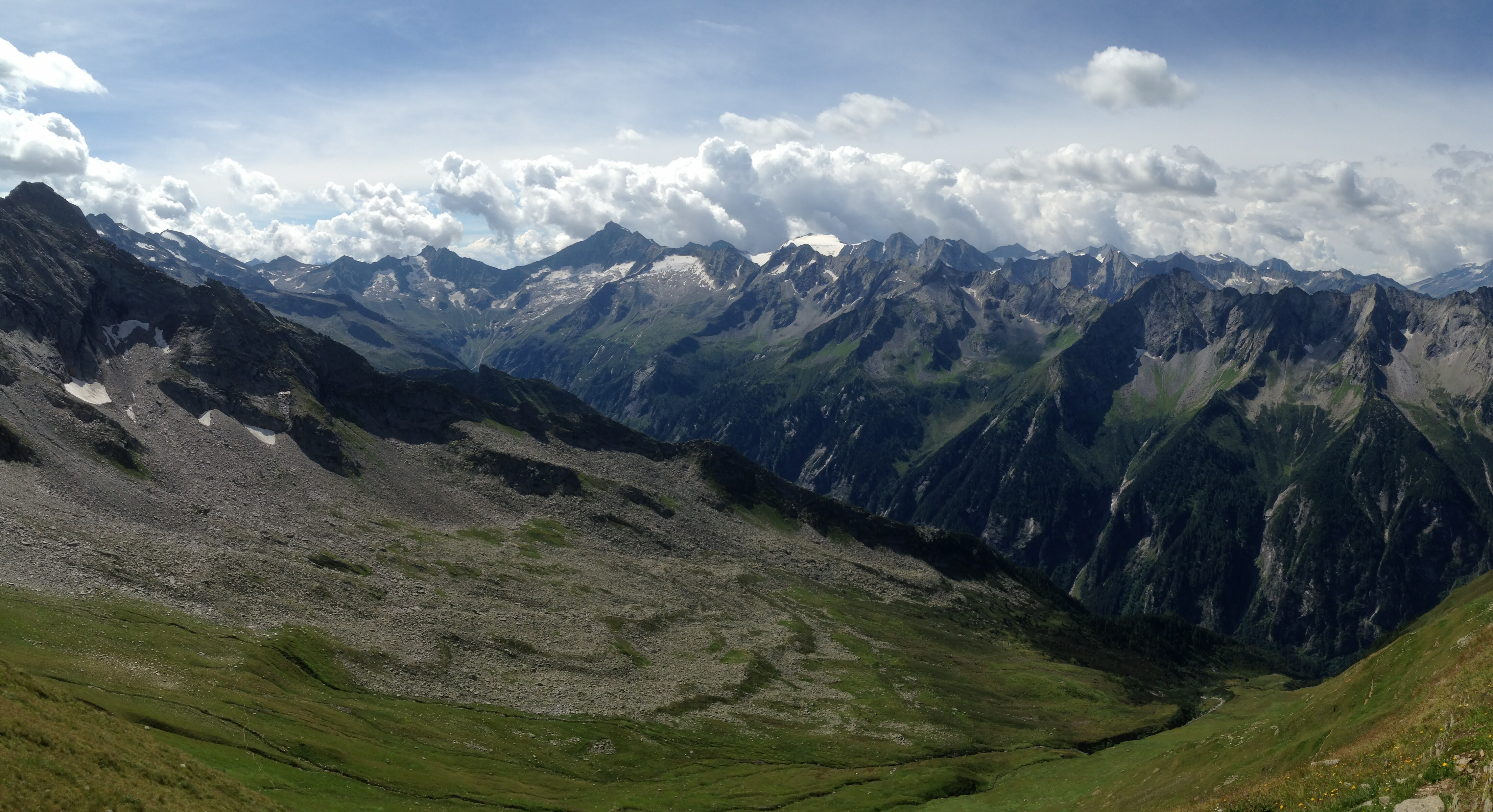
Gebiet des Aschaffenburger Höhenweges, vorne das Poppbergkar

Auf 14 km Länge müssen „Sieben Schneiden“ überwunden werden. Insbesondere die Sektion Aschaffenburg des Deutschen Alpenvereins betreut diesen Abschnitt des Alpenvereinsweg 519.
Dieser hochalpine Übergang zwischen Karl-von-Edel-Hütte und Kasseler Hütte bietet eine grandiose Aussicht auf den Zillertaler Hauptkamm, ist aber anspruchsvoll, erfordert Trittsicherheit und alpine Ausrüstung. Er ist nur bei gutem Wetter begehbar, da er teilweise über steile Grashänge und wegloses Felsblockgelände führt und ein Notabstieg nicht möglich ist.

## Wegbeschreibung

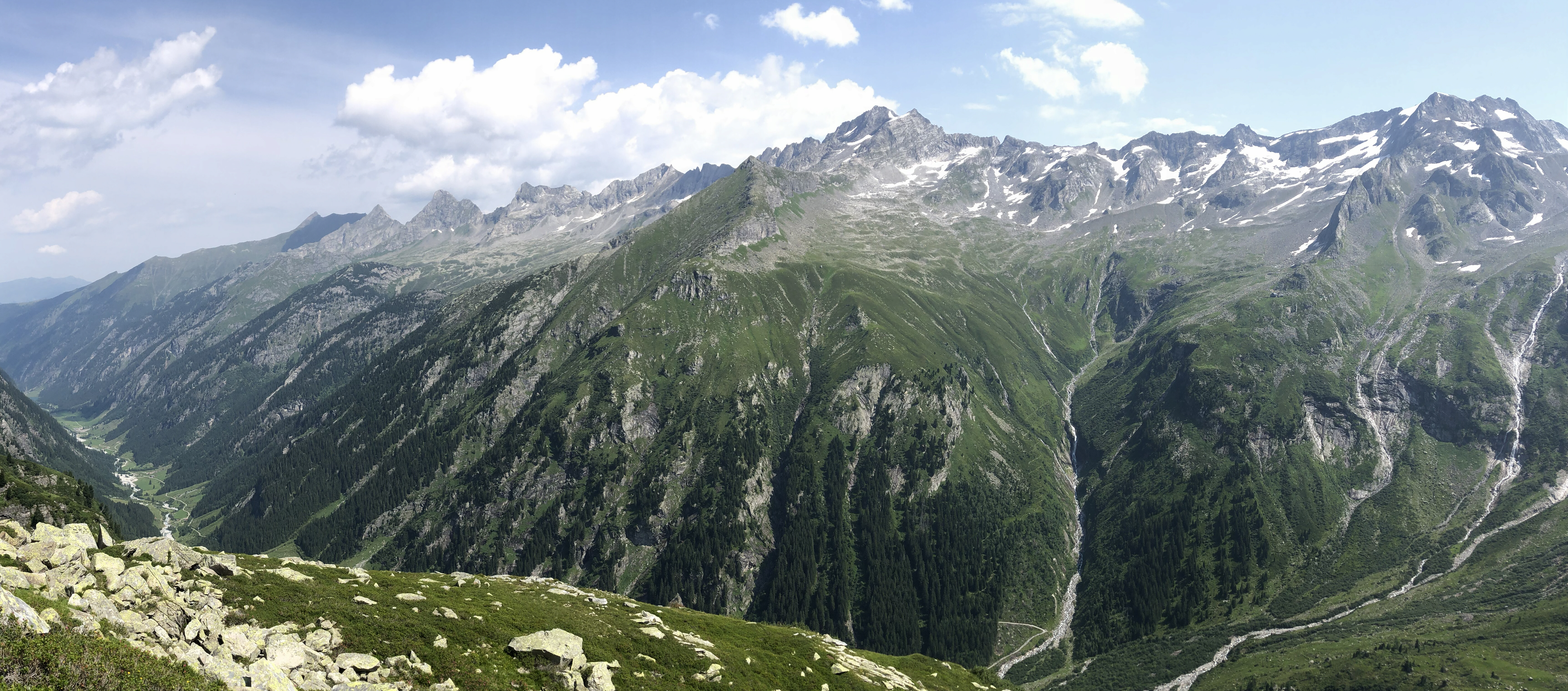
Blick auf den Aschaffenburger Höhenweg von Westen, vorne rechts die Kasseler Hütte mit den Stangespitzen, links hinten die Ahornspitze, dazwischen die Rosswandspitze und der Grundschartner, vorn der Stillupgrund

Ab der Karl-von-Edel-Hütte führt der Weg durch das Föllenbergkar über eine steile und seilversicherte Passage zum Popbergnieder (2448 m) an der Poppbergschneide und weiter in südöstlicher Richtung auf Pfadspuren, zuerst höhengleich durch die steile und grasdurchsetzte Sonnwand, zuletzt absteigend in das hintere Popbergkar.
Dieses Blockkar wird nun in südlicher Richtung, immer den roten Markierungen folgend, bis zur Krummschnabelschneide gequert. Der auffallende Krummschnabelturm (Krummschnabelscharte, 2478 m) wird ca. 10 m westlich des Turmes mit Hilfe von Seilversicherungen überstiegen. Der weitere Weg geht dann über ein steil abfallendes, ebenfalls mit Drahtseilen gesichertes Band ins Hasenkar.
Durch blockiges Gelände geht es dann zur Sammerschartl (2392 m) an der Nofertensschneide; der Übergang  wird in leichter Kletterei, seilversichert mit Trittklammern, gemeistert. Abstieg über Grasstufen (Drahtseil) ins Nofertenskar.
Im weiteren Verlauf wird dieses Kar auf grasdurchsetzten Blöcken im Bogen bis zur nächsten Schneide, dem Hennsteigenkamp durchquert und an der Nofertensmauer (Viehmauer, 2277 m) überstiegen.
Von dort geht es durch das Maderegglkar, leicht bergab auf gutem Steig zu einer Notunterkunft (2150 m)  vor dem Weisskarjöchl (2119 m), das als Joch kaum zu erkennen ist. Der Weg führt höhengleich durch das Weisskar zum südlich gelegenen, auffallenden Felsriegel Samerkarjöchl (2200 m).
Weiter auf derselben Höhe bleibend geht es nun durch die steilen Hänge des Samerkarls und des Steinkarls bis zur Sonntagskarkanzel (2202 m). Von hier hat man erstmals einen Blick zur Kasseler Hütte. Nun steigen wir den roten Markierungen folgend ab, bis wir auf den Abzweig des Weges 502/515 treffen. Von hier sind es noch ca. 30 min Aufstieg bis zur Hütte.
- Aufstiege ca. 700 Höhenmeter, Abstiege: ca. 750 Hm (von der Karl-von-Edel-Hütte kommend)
- Entfernung ca. 16 km, Gehzeit: ca. 9 Std.

## Karte
- Alpenvereinskarte Blatt 35/2: Zillertaler Alpen Mitte